# Čónosuke Takagi
Čónosuke Takagi (* 26. října 1948 Širahama, Japonsko – 6. prosince 2016) byl japonský zápasník–judista.

## Sportovní kariéra
S judem začínal jako většina Japonců na základní škole. Vrcholově se připravoval jako student Nihonské univerzity. Po skončení studií byl zaměstnancem Tokijské metropolitní policie. V japonské seniorské reprezentaci se pohyboval celá sedmdesátá léta v těžké váze. Vrcholem jeho sportovní kariéry bylo období mezi olympijskými hrami v roce 1972 a 1976. Na žádné olympijské hry se však nenominoval. V roce 1972 prohrál nominaci na olympijské hry v Mnichově s Motoki Nišimurou a v roce 1976 dostal v nominaci na olympijské hry v Montréalu přednost Sumio Endó. Po skončení sportovní kariéry působil na Nihonské univerzitě. K jeho nejznámějším žákům patřil Makoto Takimoto nebo Džun Konno. Zemřel v roce 2016 po srdečním infarktu.

## Výsledky

### Váhové kategorie
| Turnaj               | 1970       | 1971       | 1972       | 1973       | 1974       | 1975       | 1976       | 1977       | 1978       | 1979       | 1980       |
| Turnaj               | 22         | 23         | 24         | 25         | 26         | 27         | 28         | 29         | 30         | 31         | 32         |
| Turnaj               | těžká váha | těžká váha | těžká váha | těžká váha | těžká váha | těžká váha | těžká váha | těžká váha | těžká váha | těžká váha | těžká váha |
| -------------------- | ---------- | ---------- | ---------- | ---------- | ---------- | ---------- | ---------- | ---------- | ---------- | ---------- | ---------- |
| Olympijské hry       |            |            | —          |            |            |            | —          |            |            |            | —          |
| Mistrovství světa    |            | —          |            | 1.         |            | 3.         |            |            |            | —          |            |
| Mistrovství Japonska | 1.         | ?          | 2.         | ?          | ?          | ?          | 2.         | ?          | ?          | ?          | 3.         |

### Bez rozdílu vah
| Turnaj               | 1970 | 1971 | 1972 | 1973 | 1974 | 1975 | 1976 | 1977 | 1978 | 1979 | 1980 |
| Turnaj               | 22   | 23   | 24   | 25   | 26   | 27   | 28   | 29   | 30   | 31   | 32   |
| -------------------- | ---- | ---- | ---- | ---- | ---- | ---- | ---- | ---- | ---- | ---- | ---- |
| Olympijské hry       |      |      | —    |      |      |      | —    |      |      |      | —    |
| Mistrovství světa    |      | —    |      | —    |      | —    |      |      |      | —    |      |
| Mistrovství Japonska | ?    | ?    | ?    | 2.   | ?    | 2.   | 3.   | 3.   | 2.   | ?    | ?    |